# Phylloscopus inornatus
El mosquitero bilistado (Phylloscopus inornatus) es una especie de ave paseriforme de la familia Phylloscopidae que cría en zonas de Asia templada y pasa los inviernos en el Sureste Asiático tropical.

## Taxonomía
Se consideraba que comprendía tres subespecies, pero humei y mandelli constituyen ahora una especie separada (Phylloscopus humei), quedando P. inornatus como especie monotípica.

## Descripción

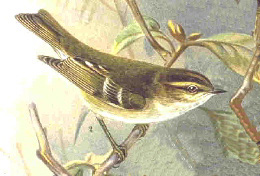

Es uno de los sílvidos más pequeñas, 9'5–10 cm. Al igual que la mayoría de los mosquiteros es verdosa por arriba y de color hueso por abajo. Sin embargo, la prominente doble lista en el ala, las remeras terciarias de borde amarillo y los largos supercilios la hacen inconfundible.
Su canto es débil y agudo.
Tan sólo se puede llegar a confundir con P. humei que en las pocas zonas que comparten muestra colores más apagados, una segunda lista en el ala apenas visible, y patas y mandíbula inferior oscuras. Además, sus vocalizaciones se distinguen claramente.

## Distribución y hábitat
Esta ave abunda en los bosques tanto de tierras bajas como montanos, y en invierno también se encuentra en tierras cultivadas. Su ámbito de cría se extiende desde los Urales hacia el este hasta China, al norte del Himalaya y sus cadenas montañosas asociadas. Su hábitat de invierno es el bosque de hoja ancha de tierras bajas, por lo que es raro verlo al norte de India oriental, especialmente a altitudes superiores a los 1000 m s. n. m.
A finales de septiembre y octubre puede alejarse hasta Europa Occidental (3000 km de su territorio de cría).
No es tímido, pero su estilo de vida arbóreo y en constante movimiento hace que sea difícil observarlo. Igual que la mayoría de los mosquiteros es insectívoro. Construye su nido en un árbol.